# Canons Park
Canons Park – naziemna stacja metra w Londynie na trasie Jubilee Line, położona w dzielnicy Harrow. W latach 1932–1939 przebiegała nią Metropolitan Line, a następnie od 1939 do 1979 odgałęzienie Bakerloo Line. Po powstaniu w 1979 Jubilee Line, weszła w jej skład. Obecnie jest używana przez ok. 1,5 miliona pasażerów rocznie, co czyni z niej najmniej popularną stację na całej linii.

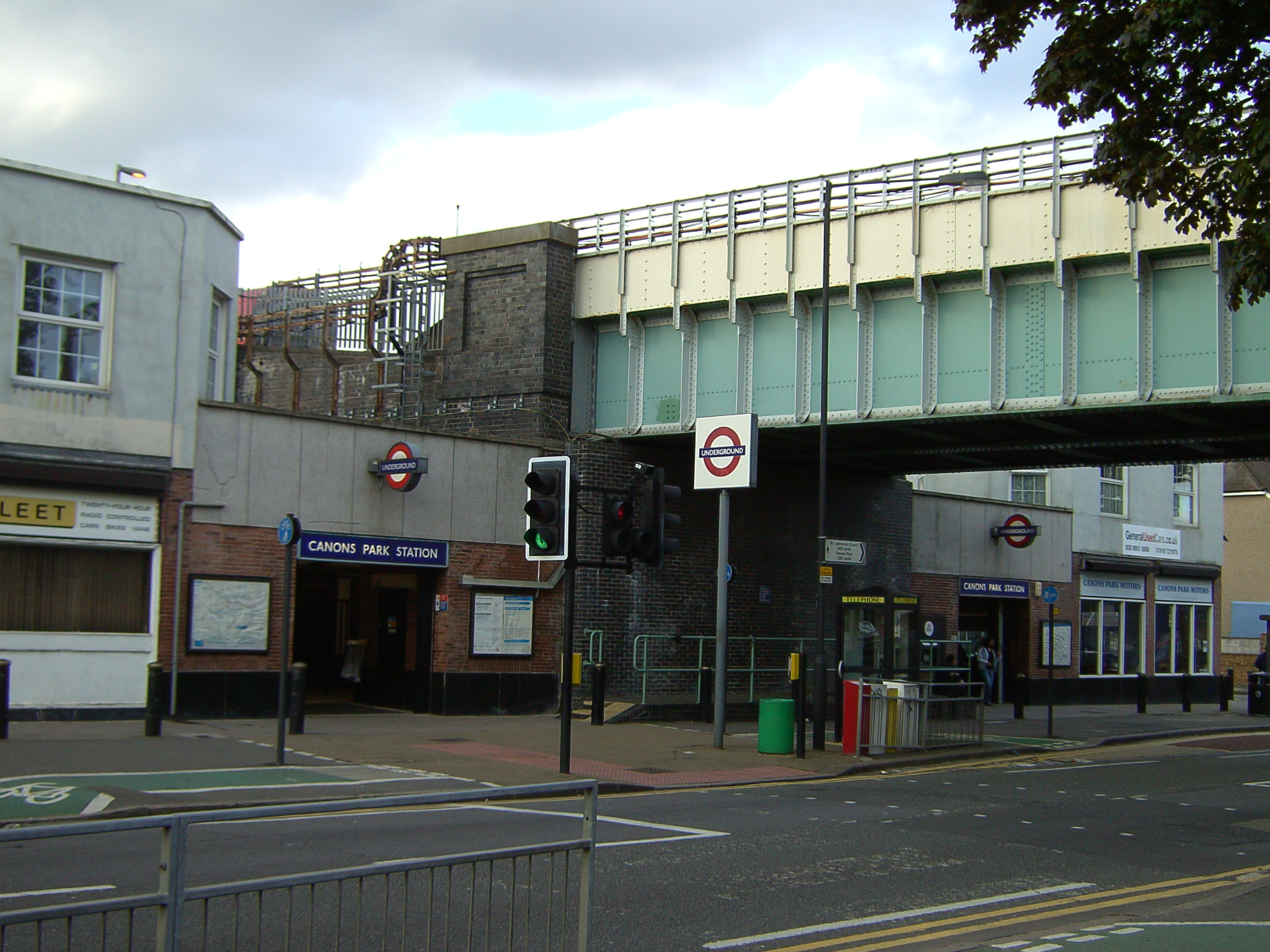
Budynek stacji, wiaduktem przechodzą tory metra